# سعد بن مسعود الثقفي
سعد بن مسعود الثقفي، سيد ثقيف في الجاهلية والإسلام وعم المختار بن أبي عبيد الثقفي، وأحد صحابة النبي محمد. عاش ما بين عام 17 قبل الهجرة إلى 45 هجري.

## ولايته

### على الكوفة
ولي الكوفة لمعاوية بضع شهور وفيها أحسن السيرة ووصفه أهلها بأنه خير أهل العراق.

### على الطائف
وليها ثلاث سنوات لمعاوية وليزيد ثم وليها بعده عبد الله بن العباس ليزيد وابن الزبير وعبد الملك بن مروان.

## وفاته
توفي في الطائف عام 63 للهجرة في حي المثناة ببلاد ثقيف.